# Křížová šifra
Křížové šifrování se používá pro bezpečný šifrovaný přenos zpráv. Využívá asymetrické šifrování.

## Využití asymetrické šifry
Pro zabezpečený (šifrovaný) přenos zprávy mezi Odesílatelem a Příjemcem se používají následující kroky:
- Odesílatel požádá o veřejný klíč příjemce
- Příjemce odešle svůj veřejný klíč
- Odesílatel zašifruje zprávu veřejným klíčem příjemce a odešle ji
- Příjemce zprávu přijme a dešifruje pomocí svého privátního klíče

Problém autentičnosti: Dostane-li příjemce zprávu, která je zašifrována jeho veřejným klíčem, vždy jí rozšifruje svým privátním klíčem. Neví ale, od koho zpráva je – kdokoliv může použít jeho veřejný klíč. Veřejný a privátní klíč může vyrobit kdokoliv – Odesílatel neví, komu zprávu skutečně posílá. Ví se, že zprávu rozkóduje jen majitel privátního klíče.
Otázka: Kdyby měl každý – odesílatel i příjemce – jeden pár klíčů (veřejný a privátní), šlo by oba páry zkombinovat?
Odpověď: Použije se křížové šifrování.

## Princip křížového šifrování
Předpoklad: Odesílatel (strana A) má pár klíčů Pa a Va (privátní klíč strany A a veřejný klíč strany A), příjemce (strana B) má pár klíčů Pb a Vb.
Princip šifrování: A svoji zprávu zašifruje klíči Pa a Vb, tím vznikne zašifrovaná zpráva. Ta se odešle straně B, která za pomoci Va a Pb rozšifruje zprávu.
Výhoda: Pokud si strana A ověří, že Vb je skutečně veřejný klíč strany B (jestli to cestou někdo nepodvrhl), může si být strana A jistá, že zprávu rozšifruje pouze strana B. Stejným způsobem to funguje i opačně, když si strana B ověří, že Va je skutečně veřejný klíč strany A, má jistotu, že zprávu odeslala právě strana A.

## Autentičnost veřejných klíčů
Autenticita veřejného klíče není nikdy stoprocentně spolehlivá. Nastává zde i problém zcizení privátních klíčů. Když k tomu dojde, musí se veřejný klíč vyhlásit za neplatný.
Existuje několik způsobů, jak ověřit autenticitu veřejného klíče:
- certifikační autority – především vládní a komerční sektor, je to placené
- sítě důvěry – převážně neziskový sektor

Největším problémem je zde problém koncového uživatele.

## Důsledky křížového šifrování
Aby křížové šifrování správně fungovalo, musí být splněno:
- ochrana privátního klíče
- existence PKI
- používat certifikáty (CA nebo síť důvěry)

Když jsou tyto podmínky splněny, umožňuje křížové šifrování bezpečnou komunikaci přes nedůvěryhodný kanál (Internet apod.). Křížové šifrování je však výpočetně velice náročné, proto se v praxi používá pouze pro přenos symetrické šifry a poté se komunikace šifruje symetricky. Nutná je periodická obměna této šifry, aby se lépe zabránilo útokům.